# Lippa

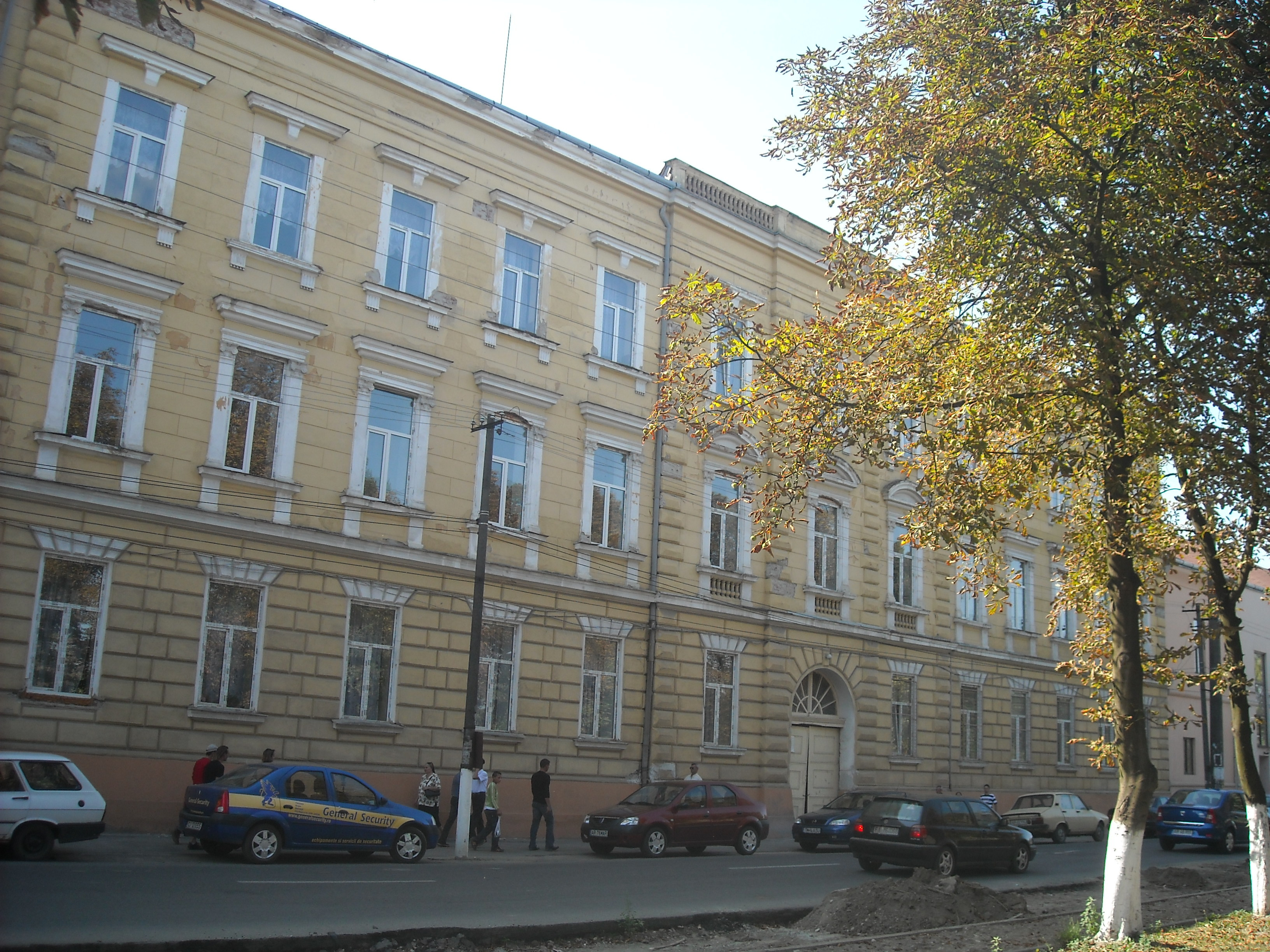
Az egykori zárda, a mai elméleti líceum épülete

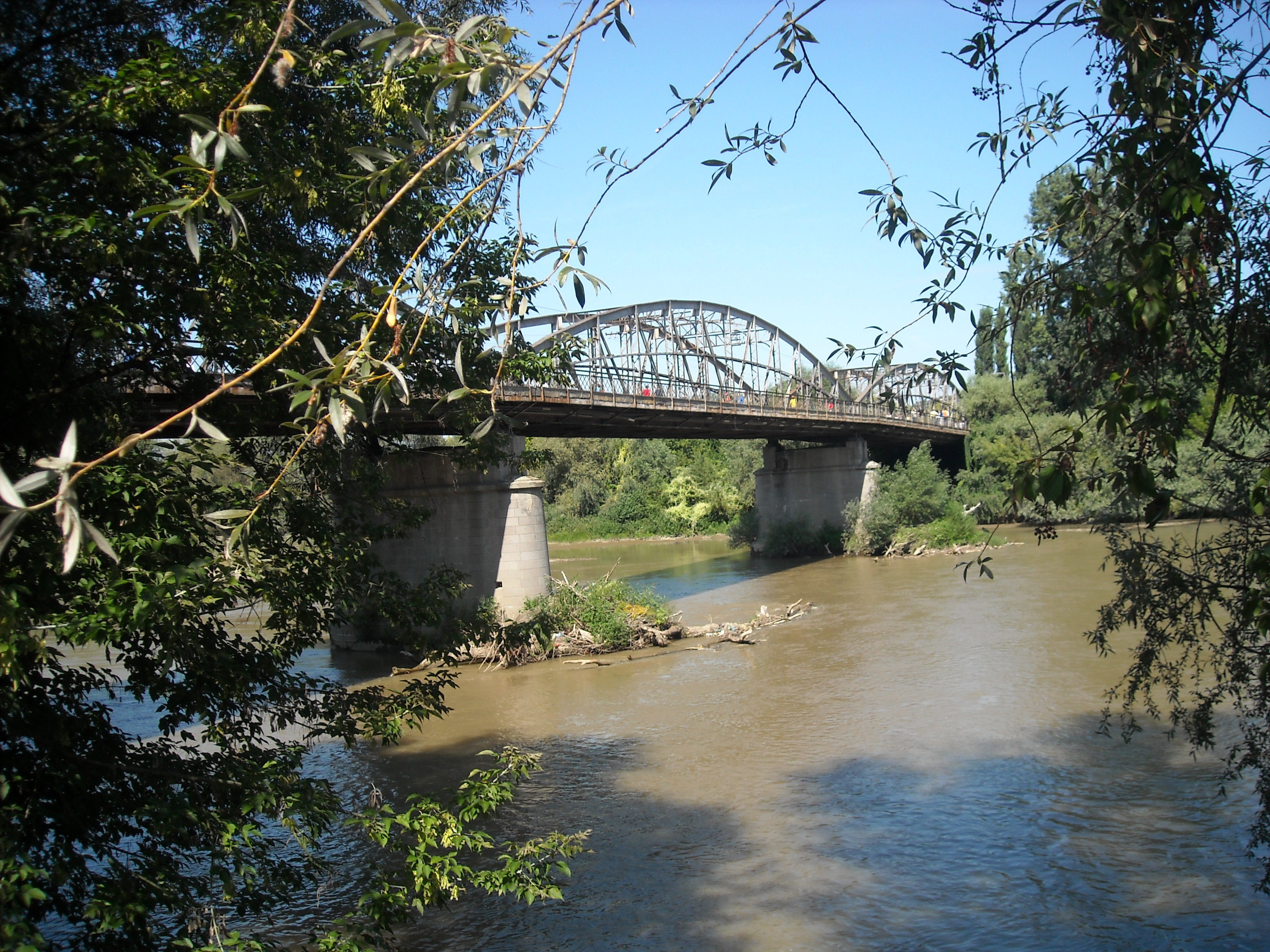
Az 1896-ban épült vashíd a Maroson

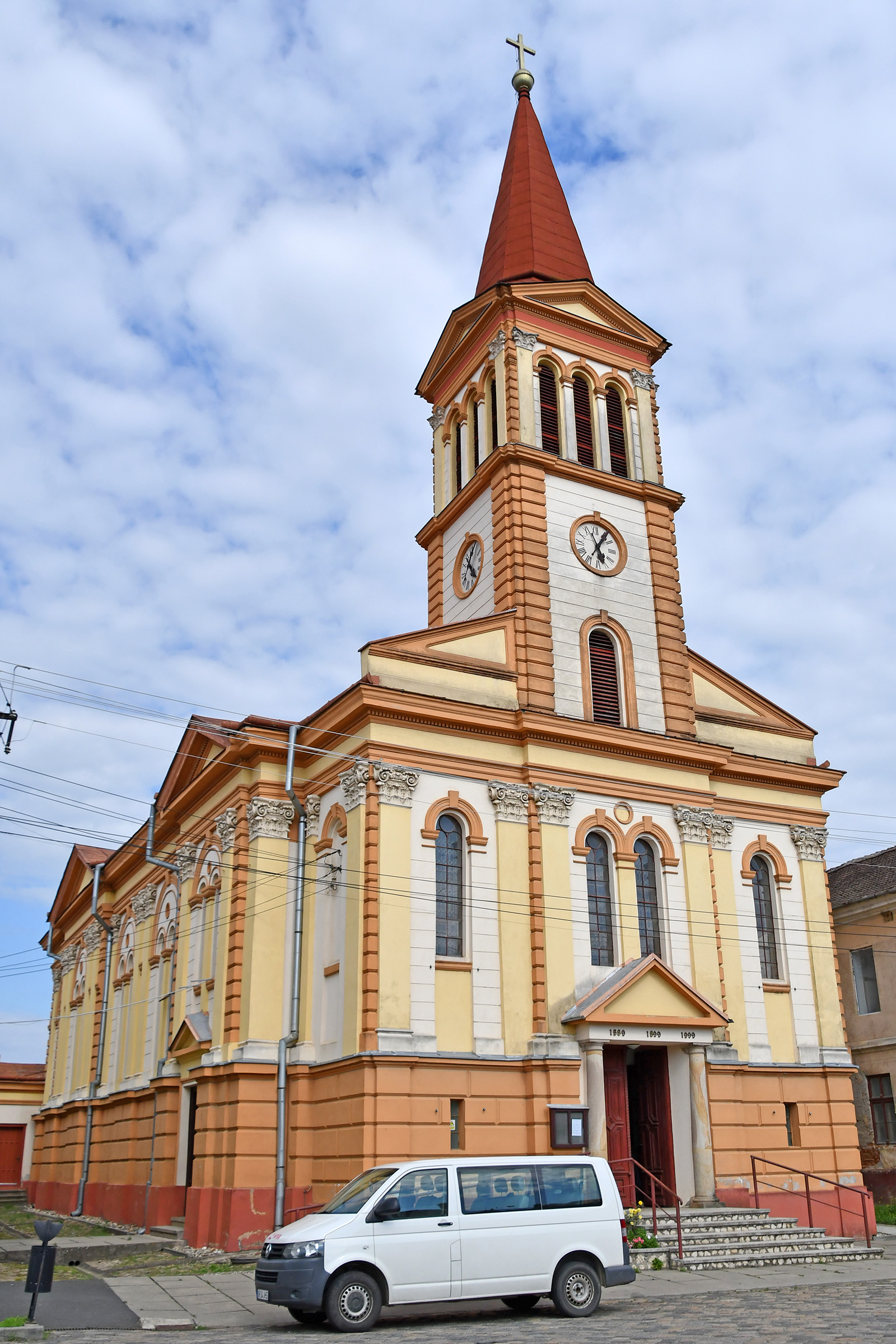
A római katolikus templom

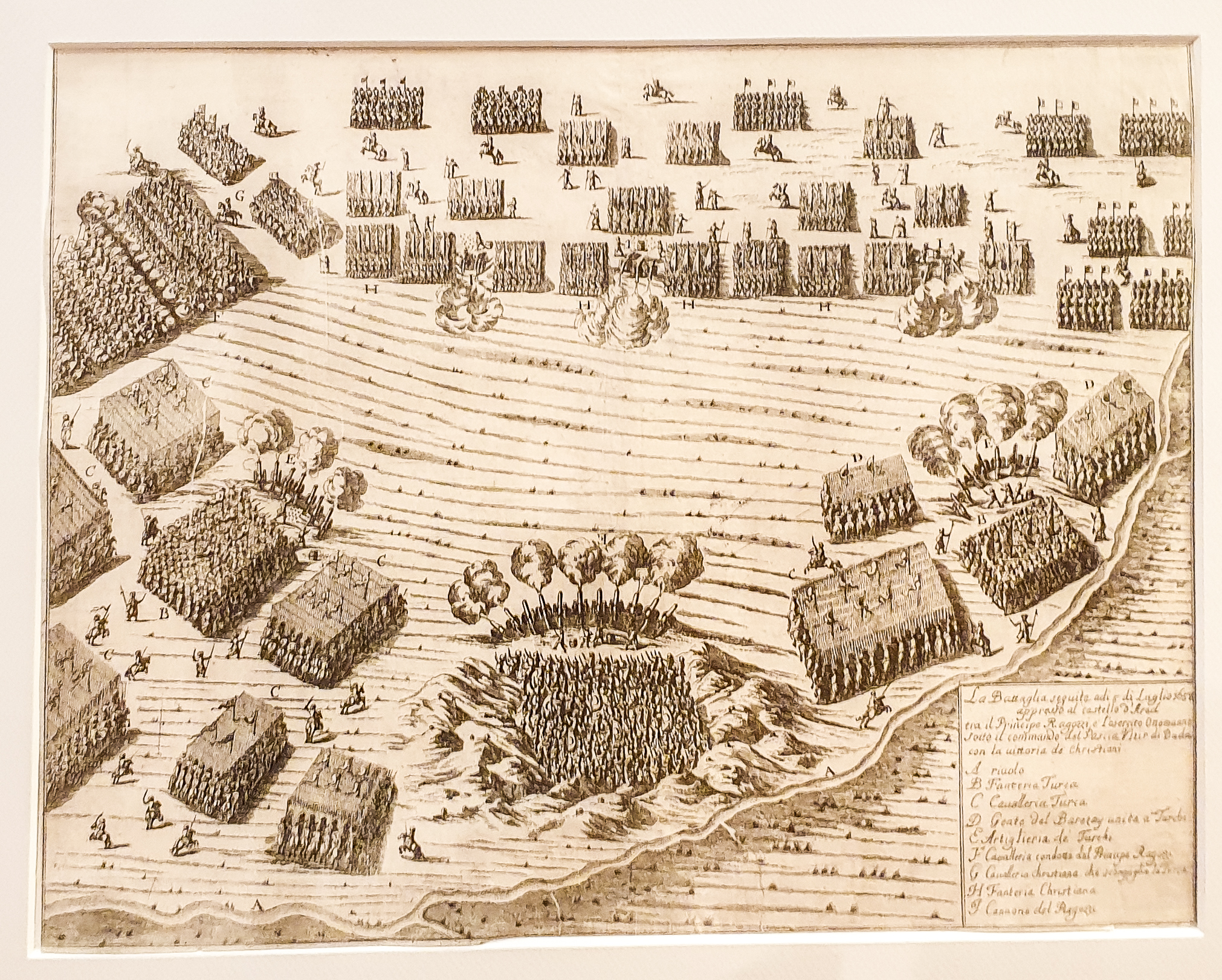
Az 1658-as lippai csata rézkarcon

Lippa (románul: Lipova, németül: Lippa, szerbül: Липова) város Romániában, Arad megyében.

## Fekvése
Aradtól 30 km-re keletre, a Maros bal partján fekszik.

## Nevének eredete
Nevének eredeti formája az ősszláv *lipova (vъsъ) 'hársas (hely)'. (Vö. Tapolylippó, Lippó – 1903-ig Lipova, Kislippa – 1908-ig Lippa.) Német neve a magyarból, román neve a szerbből származik. Első említése: Lipwa (1315 v. 1316).

## Története

### Középkor
Várát valószínűleg IV. Béla emeltette a tatárjárás után. 1285-ben visszaverte Nogáj tatár kán ostromát. Károly Róbert alatt nagy fontosságú várossá fejlődött, 1315 és 1317 között a király gyakran tartózkodott itt. Itt is létrehozott királyi pénzverőkamarát 1325 körül, sőt 1328 körül a feltételezett szegedi pénzverdét is Lippára helyezte át, ami 1331-1442 között szűnt meg. 1325-ben ferences kolostort alapítottak benne, 1531-ben pedig begina kolostora is volt. 1333-ban Arad vármegye legnagyobb városa volt. 1440-ben, a solymosi uradalom tartozékaként Hunyadi János szerezte meg. 1462-ben Jan Giskra az átadott felvidéki várai fejében Mátyás királytól megkapta a solymosi és lippai uradalmat. Halála után ezeket Bánfi Miklós és testvére, Jakab örökölte volna, ők azonban még beiktatásuk előtt elfoglalták a várat. Ezért Mátyás fiának, Corvin Jánosnak adományozta. 1510-ben Brandenburgi György őrgróf bástyákkal és védművekkel erősítette meg. 1514-ben várnagya, Bodó Miklós, harc nélkül átengedte a parasztseregnek. A felkelés leverése után Szapolyai János birtokába került, aki 1529-ben szabad királyi várossá emelte.

### Kora újkor
Buda eleste után a koronával és a gyermek János Zsigmonddal ideköltözött az özvegy Izabella királyné és itt húzódott meg 1542 májusáig. 1551-ben Fráter György I. Ferdinándnak engedte át. 1551 őszén Mehmed ruméliai beglerbégnek a zömében szerb lakosság feladta a várat, ezután a törökök feldúlták a várost. Novemberben Fráter György és Castaldo foglalta vissza. 1552-ben, miután az Aldana tábormester vezette spanyol őrséget evakuálták, ismét török kézre került. Ekkortól szandzsákszékhely volt. Az 1570-es években 100-500 török katona állomásozott a várban. A negyvenéves török uralom alatt szefárd zsidók is éltek itt. 1595-ben Borbély György erdélyi serege foglalta vissza. 1595-ben a temesvári beglerbég vette ostrom alá, de Báthory Zsigmond felmentő seregének közeledtére visszavonult. Báthory Temesvár sikertelen ostroma után kétezer főnyi helyőrséget helyezett el a várban. 1598. június 27-én Szaturdzsi Mehmed csapata szenvedett a város mellett vereséget az erdélyiektől. 1600-ban Mihály vajda, 1604-ben Bocskai, 1605-ben a  temesvári pasa, 1606-ban Petneházy István foglalta el. 1606–06-ban birtoklásának kérdése kulcsszerepet játszott Erdély és a Porta diplomáciai kapcsolatában. Rákóczi Zsigmond a szerb katonaság által védett várost felmentette minden adó alól.
1616-ban az erdélyi országgyűlés elrendelte átadását a töröknek. Mivel Vajda István kapitány nem volt hajlandó teljesíteni a parancsot, Bethlen Gábor fegyverrel vette be a várat, majd engedte át a temesvári beglerbégnek. A török kijavította és bővítette az erősséget. Helyőrségét jelentősen megerősítették, részben a környező végvárak idemenekült török védőivel. 1621-ben a janicsárokon kívül 953, 1660-ban 800 katonából állt. 1658. június 26-án a vár mellett verte meg II. Rákóczi György fejedelem Ahmed budai pasa seregét. Evlija Cselebi szerint a belső várat hármas falrendszer vette körül és a külső váron belül ezerötszáz ház állt. A törökök bevezették a városba forrásainak vizét, az utcákat gerendákon nyugvó deszkákkal burkolták. Állítólag hét iskolája működött. 1686. január 26-án, négynapos ostrom után Caraffa és Veterani foglalták vissza. Ezután 1690-ben a törökök, 1691-ben Veterani, 1695. szeptember 7-én ismét a törökök foglalták el, az utóbbi ostrom során súlyosan megrongálódott. Az 1699-es karlócai béke értelmében a törökök a megmaradt részeket is lerombolták. A vár utolsó maradványait 1717-ben az aradi császári parancsnok bontatta el.
A 16–17. században főként szerbek lakták. Ők a 18. század elején elhagyták, helyükre románok költöztek be. Első német ajkú lakosai az osztrák császári hadsereg itt letelepített invalidusai voltak. 1718-tól a Bánság egyik kerületének a központja. 1724-ben kétszáz nyugat-bajorországi és szászországi német család költözött be. 1764-ben 71 német nyelvű kézműves család, majd 1780-ban és 1784-ben újabb németek érkeztek. Az egyszerű hajókat készítő hajóácsok 1768-ban tömörültek céhbe. 1778-tól Temes vármegyéhez tartozott, járási székhely volt. 1819-ben "bort, sok gyümöltsöt és kukoritzát termeszt, sok marhát nevel, sok méhet tart, jeles kőbányája van". Moise Bota ortodox tanító, aki Csokonait fordított románra és népies költeményeket is írt, 1820-ban itt jelentette meg az első latin betűs román ábécéskönyvet, amiért a szerb egyházi vezetés elbocsátotta állásából. 1828-ban 6937 lakosából 230 volt iparosmester és 36 kereskedő. Kövér János főszolgabíró 1834-ben kórházat alapított.

### 19. század
1848-ban lakossága a magyar forradalom mellé állt. Ortodox esperese, Dimitrie Petrovici Stoichescu Eftimie Murgu hívei közé tartozott. Június 21-én Atanasiu Desco vármegyei ügyészt választották képviselőjévé a pesti országgyűlésbe. November 14-én a temesvári helyőrség egyik különítménye itt verte meg Máriássy János őrnagy seregét és teremtett összeköttetést az ostromlott aradi várral.
A 19. században a marosi tutajozás fontos állomása volt – idáig úsztatták az erdélyi tutajosok az összefogott szálfákat. A lippai tutajos vállalkozók 1855-ben társaságba tömörültek, és a század folyamán – a hasonló szászrégeni társasággal együtt – egyeduralkodóvá váltak a Maroson. Fűrészmalmot tartottak fönn, zsindelykészítőket alkalmaztak, megszervezték a Hunyad megyei erdőkitermelést és üzemeltették a lippai tutajkikötőt.
A 19. században kézművesei közül a legnagyobb hírnévre a fazekasok tettek szert. Saját céhük 1819-ben nyert kiváltságot. 1828-ban mind a 108 fazekasmester a Hafnergasséban ('Fazekasok utcája', a mai Mihai Viteazul u.) lakott. A szakma a század közepén élte virágkorát. 1842-ben a segédekkel és inasokkal együtt 241-an űzték, termékeiket többek között Arad, Makó, Szeged és Titel piacain értékesítettek.
A várostól délre, az erdők között feltörő négy forrásának természetesen szénsavas, magas lítium- és vastartalmú vizét már a 16. század óta ismerték. 1818-ban indult el a fürdőélet. A vizet emésztő-, mozgásszervi és érrendszeri betegségek gyógyítására használták. 1860-ban lóvasutat létesítettek Lippa és a források körül kiépült Lippafüred között.
1860-ban alakult zsidó hitközsége, amely később a neológ irányzathoz csatlakozott. 1867-ben, a német iparosok kezdeményezésére magyar tannyelvű magániskola, majd 1874-ben magyar tannyelvű polgári iskola indult. 1870 és 1875 között sörgyár épült Lippán. Az itt főzött sört nemcsak helyben fogyasztották, de Aradra, Lugosra, Dévára és Petrozsénybe is szállították. 1922-ben a temesvári sörgyár vásárolta meg, majd néhány év alatt beszüntette a gyártást, a gépeket leszerelte és később az épületet is elbontották.
1899-ben határából 6078 kataszteri hold volt erdő, 5115 szántó, 1504 legelő és 1086 rét. Az erdők a kincstár tulajdonát képezték, a szántókon pedig túlnyomóan paraszti kisbirtokok osztozkodtak. A legelőterület fele a községé volt.

### 20. század
1908-ban megjelent könyvében a polgári iskola tanára, az úttörő szociológus Braun Róbert (1879–1937) a település társadalmi életét a toszkánai Sansepolcróéval hasonlította össze. A város társadalmán belül a következő, egymástól többé-kevésbé elkülönülő rétegeket különböztette meg:
- A magyar értelmiséget az állami és megyei hivatalok alkalmazottai, a polgári és a felsőkereskedelmi iskola tanárai alkották. Külön köreik és szórakozásaik voltak, a községi politizálásban nem vettek részt.
- A román intelligencia a szabad értelmiségi pályákon tevékenykedett. 1893-ban létrehozták a Lipovana hitelintézetet.
- A városon belül területileg is elkülönült egy román és egy német negyed. A német iparosok és kereskedők közül sokan 48-as, magyarbarát hagyományokat őriztek és a népszámlálásokon magyarnak vallották magukat. Külön ipartestületben tömörültek, külön takarékpénztárat és dalárdát hoztak létre. Ehhez a réteghez sorolja Braun a betelepült 27 magyar kézműves családot.
- Ortodox zsidó közössége főleg kereskedelemmel foglalkozott.
- A város 393 önálló iparosából 137 volt román nemzetiségű. Túlnyomóan körükből kerültek ki a bőripari szakmák művelői (szűcsök, tímárok, csizmadiák). A község politikai életében a legfontosabb választóvonal a két fő etnikum között húzódott.
- A német parasztokra fölnéztek szorgalmukért. Nemcsak a városi határt művelték, de a szomszédos román falvakban is béreltek szántóföldeket. Ez idő tájt már általánossá lett körükben a születésszabályozás gyakorlata. Főként csalódott német parasztok vettek részt az Amerikába irányuló kivándorlási mozgalomban. 26 magyar földműves család is lakta.
- A román parasztok leginkább szarvasmarhát tartottak. Viszonylagos gazdagságukat a közlegelő biztosította, amelyből még a szegényebbek is meg tudtak élni. Jellemző volt rájuk az igényes táplálkozás: viszonylag gyakran ettek húst és a 19. század végén áttértek a kukoricakenyérről a búzakenyérre.

Az 1900-as évektől 1935-ig bútorgyára működött. A két világháború között itt tartották Románia nyugati felének legnagyobb szarvasmarhavásárát. 1950-ben közigazgatásilag hozzácsatolták Máriaradnát és Solymosvárt. 1960-ban kezdték meg új lakónegyedek építését, elsősorban a város északkeleti peremén, míg délen ipari zóna létesült. Az 1970-es és 1975-ös árvizek után az árterületen élőket a lugosi út mellékére telepítették. 1978-ban az aradi Strungul vállalat hozott létre benne fémesztergáló üzemrészleget, amely 1992-ig létezett.

## Lakossága
1900-ban 7427 főből 3191 román (42,96%), 2464 német (33,17%) és 1662 magyar (22,37%) anyanyelvű, 3575 római katolikus, 3253 ortodox, 381 zsidó és 130 református vallású. 56%-uk tudott írni–olvasni, a nem magyar anyanyelvűek 26%-a beszélt magyarul. Foglalkozási ágak szerint: 2220 őstermelő, 2112 iparos (de ezek nagy része is művelt földet), 1081 napszámos, 721 kereskedő, 430 köztisztviselő és értelmiségi, 251 házi cseléd.
2002-ben 7920 lakosa volt, közülük 7263 román (91,70%), 333 magyar (4,20%) és 179 német (2,26%) nemzetiségű, 6399 ortodox, 659 római katolikus és 531 pünkösdista vallású, 23 református.

## Látnivalók

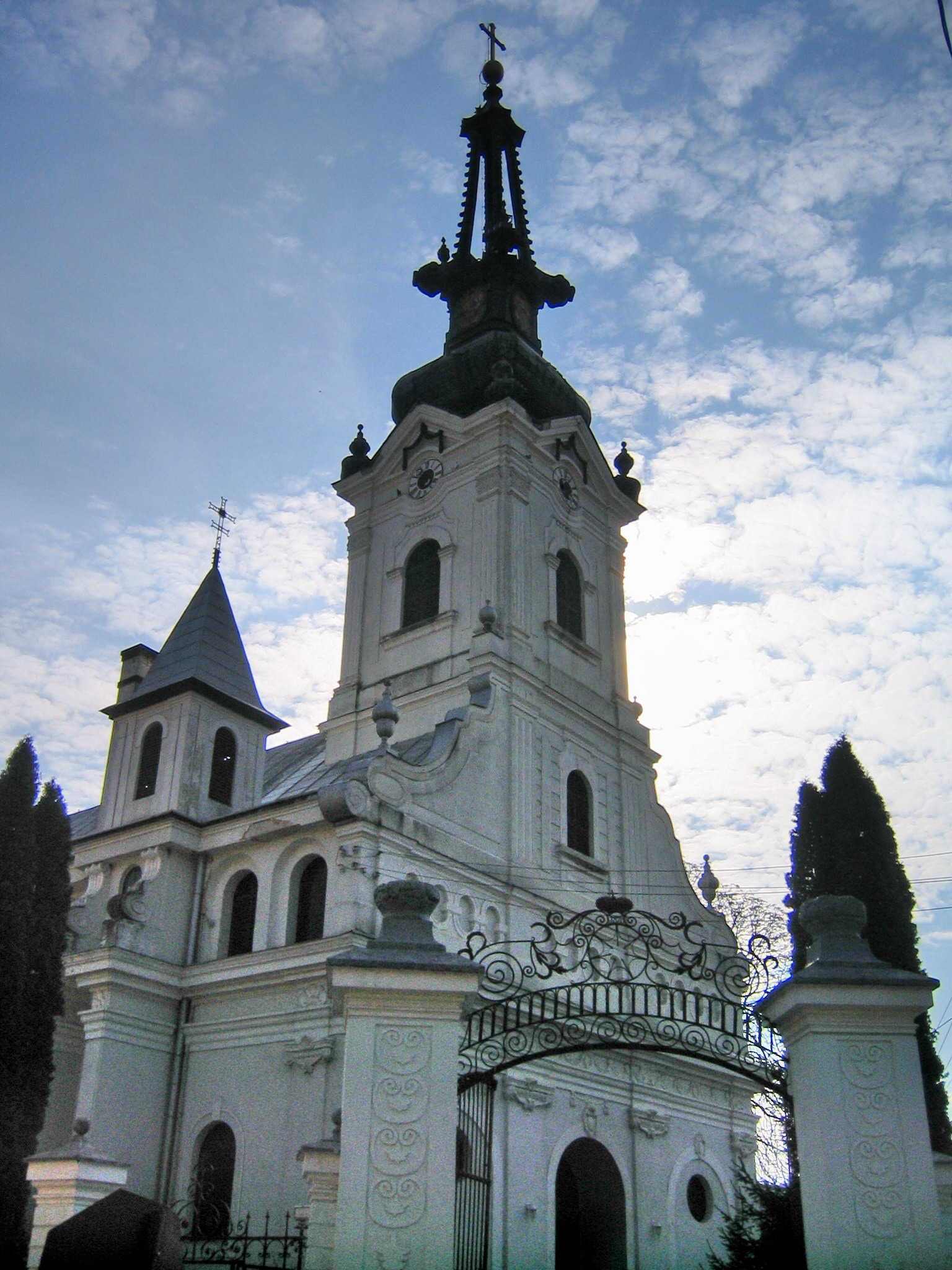
Az ortodox templom

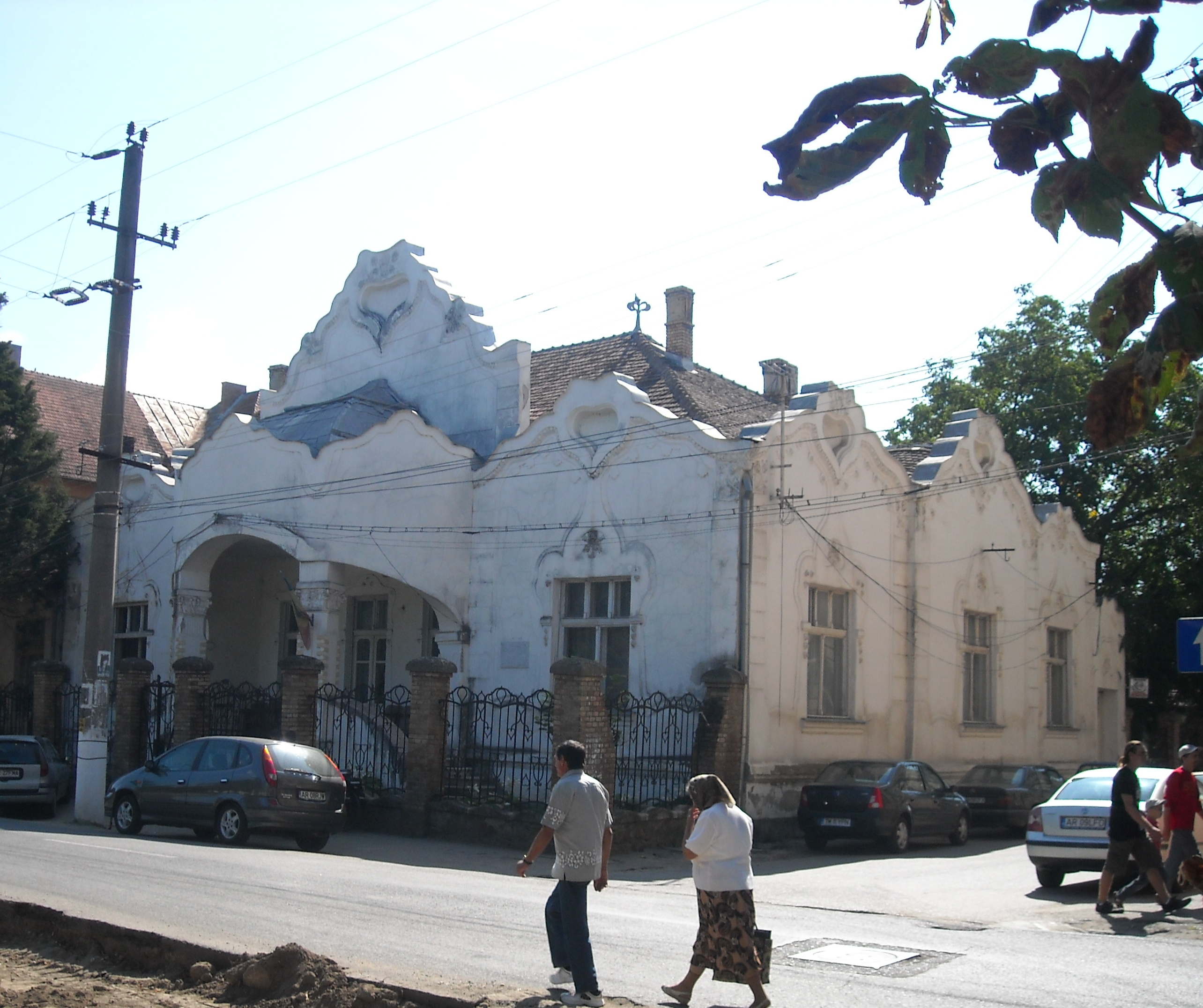
A volt ASTRA-székház (1901)

- Ortodox templomának előzménye a 14. századból való és talán egy szerb kolostorhoz tartozott.[12] A törökök mecsetté alakították át. 1732-ben romjaiból barokk stílusban újraépítették, majd 1797-ben megnagyobbították. Freskóit 1732-ben Nedelcu Popovici mester készítette, de a bejárat közelében található képek jóval korábbiak. A külső falak szintén 1732-ben festett freskóit nagyrészt vakolat fedi. Ikonosztázának legszebb darabjait 1785-ben Stefan Tenecki készítette.
- A templom mellett álló (egykor ortodox) iskola 1773-ban épült, ez volt a város első állandó román ortodox iskolája. Emeletét 1818-ban építették rá.
- A római katolikus templom eredetileg a ferences kolostorhoz tartozott és a 14. századból való. 1756-ban barokk stílusban átépítették.
- A török bazár épülete a 17. századból származik.
- Ion Mișici (Missics János, 1861-ben és 1865–1868-ban a lippai kerület országgyűlési képviselője) egykori kastélya a 19. század első felében épült. 1930-ban Sever Bocu alakította át saját céljaira. Ma a városi múzeum működik az épületben, ahol az Eleonora Costescu és Vasile Varga gyűjteményéből származó festményeket állítják ki.
- A Notre Dame-nővérek egykori zárdájában (1860) ma az Atanasie Marienescu Iskolacsoport működik.
- Az 1896-ban fölépített vashíd a város első állandó közúti hídja volt a Maroson, korábban pontonhíd szolgált az átkelésre. A híd helyéről hosszú vita folyt a város német és román polgárai között, végül kompromisszumos megoldással olyan helyre építették, amely egyik fél érdekeinek sem felelt meg. Ma ipartörténeti műemlék, az új Maros-híd 1991 és 1999 között készült.
- A várostól 2,5 km-re fekszik Lippafüreden (Băile Lipova) gyógyfürdő. Első ismert forrása környékét a város vezetése 1819-ben kezdte rendezni – három kabint építtettek, kivágatták a bozótot, fasorokat ültettek. Ekkor A magyar királyhoz néven egy vendéglő vagy kocsma is nyílt a forrás mellett. 1848-ban a fürdőtelep leégett. Ezután Atanazije Mišić/Missics Atanáz vette bérbe a területet húsz évre és 1853-ban egy fürdőpavilont épített. 1854-ben egy második forrás fakadt fel az első mellett, amelyet a környékbeli falvak lakói kezdtek használni. Az addig az állam tulajdonában lévő területet a város 1884-ben megvásárolta és nyomban eladta egy vállalkozónak. Az új tulajdonos, Karátsony Antal, próbafúrásokat végeztetett, három új pavilont és kioszkokat építtetett. 1900-ban a lippai Gloria bank kezdte meg a víz palackozását, majd 1905-ben átadták a melegvizes medencét és fürdőkádakat befogadó pavilont. A palackozást 1910 és 1912 között napi hét-nyolcezer üvegnyi kapacitásra fejlesztették. A palackokat Németországból hozatták és a vasútállomás mellett ásványvízraktárat hoztak létre. A várost előbb lóvasút, majd 1930-tól buszjárat kötötte össze a fürdőteleppel. 1933-ban egy úszómedencét adtak át. 1945 után a tömegturizmus számára modernizálták a fürdőt. 1968-ban májbeteg, később szívbeteg gyermekek számára nyílt benne utógondozó. A fürdőélet 1980 körül kezdett hanyatlani, 1990 után lassan visszaszorult, míg 1999-ben meg is szűnt. Ásványvizét azonban továbbra is palackozzák – jelenleg Briza Lipovei ('Lippa szellője') és Lipova néven két cég is. A város főként az ásványvíznek köszönheti ismertségét.

## Testvérvárosa
- Battonya, Magyarország (1997)

## Híres emberek
- Itt halt meg 1426. december 27-én Ozorai Pipó kamaraispán, temesi ispán, szörényi bán.
- A hagyomány szerint itt született Cserni Jován (tkp. Jovan Nenad) szerb zsoldosvezér, aki a mohácsi csata után cárrá koronázta magát.
- Itt fogták el a törökök 1603-ban Wathay Ferenc költőt, végvári kapitányt.
- Itt született 1819. január 6-án Degré Alajos író, publicista, a márciusi ifjak egyike.
- Itt született 1830-ban Atanasie Marienescu(wd) folklorista.
- Itt bujdosott rövid ideig, 1849-ben Jósika Miklós író.
- Itt élt 1922 és 1950 között Sever Bocu, 1928 és 1930 közt Iuliu Maniu kormányának minisztere és Eötvös József A nemzetiségi kérdésének román fordítója.
- Itt született 1898-ban Vass Zoltán orvos, fogorvos, egyetemi tanár.
- Itt született 1910-ben Vincze János kommunista politikus, román belügyminiszter.
- Itt született 1955-ben Carmen-Francesca Banciu(wd) német nyelven alkotó román írónő.
- Itt született 1956-ban Daniel Vighi(wd) író, publicista.

## Lippa az irodalomban
- A városban és környékén játszódik Ioan Slavici Anyja lánya című regénye.